# Venezillo furcatus
Venezillo furcatus là một loài chân đều trong họ Armadillidae. Loài này được miêu tả khoa học năm bởi Barnard. 1932).